# Xã Lake Mary, Quận Douglas, Minnesota
Xã Lake Mary (tiếng Anh: Lake Mary Township) là một xã thuộc quận Douglas, tiểu bang Minnesota, Hoa Kỳ. Năm 2010, dân số của xã này là 1.098 người.